# Mistrzostwa Świata w Piłce Nożnej 2022 (eliminacje strefy UEFA)/Grupa I
Grupa I kwalifikacji do Mistrzostw Świata FIFA 2022 w strefie UEFA była jedną z dziesięciu grup UEFA w turnieju kwalifikacyjnym do Mistrzostw Świata, które zdecydowały, które drużyny zakwalifikowały się do turnieju finałowego Mistrzostw Świata FIFA 2022 w Katarze. 
Grupa I składała się z sześciu drużyn: Anglii, Polski, Węgier, Albanii, Andory i San Marino Zespoły grały przeciwko sobie u siebie i na wyjeździe w formacie każdy z każdym.
Zwycięzca grupy (Anglia) zakwalifikował się bezpośrednio na Mistrzostwa Świata w Piłce Nożnej 2022, a wicemistrz (Polska) awansował do drugiej rundy (baraży).

## Tabela
| Lp. | Drużyna    | M  | Mecze | Mecze | Mecze | Bramki | Bramki | Bramki | Pkt |
| Lp. | Drużyna    | M  | W     | R     | P     | +      | −      | +/−    | Pkt |
| --- | ---------- | -- | ----- | ----- | ----- | ------ | ------ | ------ | --- |
| 1.  | Anglia     | 10 | 8     | 2     | 0     | 39     | 3      | +36    | 26  |
| 2.  | Polska     | 10 | 6     | 2     | 2     | 30     | 11     | +19    | 20  |
| 3.  | Albania    | 10 | 6     | 0     | 4     | 12     | 12     | 0      | 18  |
| 4.  | Węgry      | 10 | 5     | 2     | 3     | 19     | 13     | +6     | 17  |
| 5.  | Andora     | 10 | 2     | 0     | 8     | 8      | 24     | −16    | 6   |
| 6.  | San Marino | 10 | 0     | 0     | 10    | 1      | 46     | −45    | 0   |

|            | Anglia | Polska | Węgry | Albania | Andora | San Marino |
| ---------- | ------ | ------ | ----- | ------- | ------ | ---------- |
| Anglia     | X      | 2:1    | 1:1   | 5:0     | 4:0    | 5:0        |
| Polska     | 1:1    | X      | 1:2   | 4:1     | 3:0    | 5:0        |
| Węgry      | 0:4    | 3:3    | X     | 0:1     | 2:1    | 4:0        |
| Albania    | 0:2    | 0:1    | 1:0   | X       | 1:0    | 5:0        |
| Andora     | 0:5    | 1:4    | 1:4   | 0:1     | X      | 2:0        |
| San Marino | 0:10   | 1:7    | 0:3   | 0:2     | 0:3    | X          |

## Wyniki
| 25 marca 2021 20:45 CET | Anglia · Ward-Prowse 14' · Calvert-Lewin 21', 53' · Sterling 31' · Watkins 83' | 5:0(3:0)Raport | San Marino | Stadion Wembley, Londyn Widzów: 0 Sędzia: Kiril Lewnikow |
|                         |                                                                                |                |            |                                                          |

| 25 marca 2021 20:45 CET | Węgry · Sallai 6' · Ád. Szalai 53' · Orban 78' | 3:3(1:0)Raport | Polska · 60' Piątek · 61' Jóźwiak · 83' Lewandowski | Puskás Aréna, Budapeszt Widzów: 0 Sędzia: Felix Brych |
|                         |                                                |                |                                                     |                                                       |

| 25 marca 2021 20:45 CET | Andora | 0:1(0:1)Raport | Albania · 41' Lenjani | Estadi Nacional, Andora Widzów: 0 Sędzia: Wolen Czinkow |
|                         |        |                |                       |                                                         |

| 28 marca 2021 18:00 CET | Albania | 0:2(0:1)Raport | Anglia · 38' Kane · 63' Mount | Arena Kombëtare, Tirana Widzów: 0 Sędzia: Orel Grinfeld |
|                         |         |                |                               |                                                         |

| 28 marca 2021 20:45 CET | Polska · Lewandowski 30', 55' · Świderski 88' | 3:0(1:0)Raport | Andora | Stadion Wojska Polskiego w Warszawie, Warszawa Widzów: 0 Sędzia: Erik Lambrechts |
|                         |                                               |                |        |                                                                                  |

| 28 marca 2021 20:45 CET | San Marino | 0:3(0:1)Raport | Węgry · 13' (k.) Ád. Szalai · 71' Sallai · 88' (k.) Nikolić | San Marino Stadium, Serravalle Widzów: 0 Sędzia: Nicholas Walsh |
|                         |            |                |                                                             |                                                                 |

| 31 marca 2021 20:45 CET | Anglia · Kane 19' (k.) · Maguire 85' | 2:1(1:0)Raport | Polska · 58' Moder | Stadion Wembley, Londyn Widzów: 0 Sędzia: Björn Kuipers |
|                         |                                      |                |                    |                                                         |

| 31 marca 2021 20:45 CET | Andora · Pujol 90+3' (k.) | 1:4(0:1)Raport | Węgry · 45+2' Fiola · 51' Gazdag · 58' Kleinheisler · 90' Nego | Estadi Nacional, Andora Widzów: 0 Sędzia: Vilhjalmur Thorarinsson |
|                         |                           |                |                                                                |                                                                   |

| 31 marca 2021 20:45 CET | San Marino | 0:2(0:0)Raport | Albania · 63' Manaj · 85' Uzuni | San Marino Stadium, Serravalle Widzów: 0 Sędzia: Kai Erik Steen |
|                         |            |                |                                 |                                                                 |

| 2 września 2021 20:45 CET | Węgry | 0:4(0:0)Raport | Anglia · 55' Sterling · 63' Kane · 69' Maguire · 87' Rice | Puskás Aréna, Budapeszt Widzów: 58 260 Sędzia: Cüneyt Çakır |
|                           |       |                |                                                           |                                                             |

| 2 września 2021 20:45 CET | Polska · Lewandowski 12' · Buksa 44' · Krychowiak 54' · Linetty 89' | 4:1(2:1)Raport | Albania · 25' Cikalleshi | Stadion Narodowy, Warszawa Widzów: 38 254 Sędzia: Maurizio Mariani |
|                           |                                                                     |                |                          |                                                                    |

| 2 września 2021 20:45 CET | Andora · Vales 18', 24' | 2:0(2:0)Raport | San Marino | Estadi Nacional, Andorra la Vella Widzów: 1 400 Sędzia: Jakob Kehlet |
|                           |                         |                |            |                                                                      |

| 5 września 2021 18:00 CET | Anglia · Lingard 18', 78' · Kane 72' (k.) · Saka 85' | 4:0(1:0)Raport | Andora | Stadion Wembley, Londyn Widzów: 67 171 Sędzia: Anastasios Papapetrou |
|                           |                                                      |                |        |                                                                      |

| 5 września 2021 18:00 CET | Albania · Broja 87' | 1:0(0:0)Raport | Węgry | Elbasan Arena, Elbasan Widzów: 4 135 Sędzia: Danny Makkelie |
|                           |                     |                |       |                                                             |

| 5 września 2021 20:45 CET | San Marino · Nanni 48' | 1:7(0:4)Raport | Polska · 5', 21' Lewandowski · 16' Świderski · 44' Linetty · 67', 90+2', 90+4' Buksa | San Marino Stadium, Serravalle Widzów: 500 Sędzia: Mattias Gestranius |
|                           |                        |                |                                                                                      |                                                                       |

| 8 września 2021 20:45 CET | Polska · Szymański 90+2' | 1:1(0:0)Raport | Anglia · 72' Kane | Stadion Narodowy, Warszawa Widzów: 56 212 Sędzia: Daniel Siebert |
|                           |                          |                |                   |                                                                  |

| 8 września 2021 20:45 CET | Węgry · Ád. Szalai 9' (k.) · Botka 18' | 2:1(2:0)Raport | Andora · 82' Llovera | Puskás Aréna, Budapeszt Widzów: 46 240 Sędzia: Rade Obrenovič |
|                           |                                        |                |                      |                                                               |

| 8 września 2021 20:45 CET | Albania · Manaj 32' · Laçi 58' · Broja 61' · Hysaj 68' · Uzuni 80' | 5:0(1:0)Raport | San Marino | Elbasan Arena, Elbasan Widzów: 3 850 Sędzia: Lukas Fähndrich |
|                           |                                                                    |                |            |                                                              |

| 9 października 2021 20:45 CET | Andora | 0:5(0:2)Raport | Anglia · 17' Chilwell · 40' Saka · 59' Abraham · 79' Ward-Prowse · 86' Grealish | Estadi Nacional, Andora Widzów: 2 285 Sędzia: Kateryna Monzul |
|                               |        |                |                                                                                 |                                                               |

| 9 października 2021 20:45 CET | Polska · Świderski 10' · Brolli 20' (sam.) · Kędziora 50' · Buksa 84' · Piątek 90+1' | 5:0(2:0)Raport | San Marino | Stadion Narodowy, Warszawa Widzów: 56 128 Sędzia: Fran Jović |
|                               |                                                                                      |                |            |                                                              |

| 9 października 2021 20:45 CET | Węgry | 0:1(0:0)Raport | Albania · 80' Broja | Puskás Aréna, Budapeszt Widzów: 273 Sędzia: Carlos del Cerro Grande |
|                               |       |                |                     |                                                                     |

| 12 października 2021 20:45 CET | Anglia · Stones 37' | 1:1(1:1)Raport | Węgry · 24' (k.) Sallai | Stadion Wembley, Londyn Widzów: 69 380 Sędzia: Alejandro Hernández |
|                                |                     |                |                         |                                                                    |

| 12 października 2021 20:45 CET | Albania | 0:1(0:0)Raport | Polska · 77' Świderski | Arena Kombëtare, Tirana Widzów: 21 000 Sędzia: Clément Turpin |
|                                |         |                |                        |                                                               |

| 12 października 2021 20:45 CET | San Marino | 0:3(0:1)Raport | Andora · 10' Pujol · 53' Moreno · 89' Fernandez | San Marino Stadium, Serravalle Widzów: 243 Sędzia: Halil Umut Meler |
|                                |            |                |                                                 |                                                                     |

| 12 listopada 2021 20:45 CET | Anglia · Maguire 9' · Kane 18', 33', 45+2' · Henderson 28' | 5:0(5:0)Raport | Albania | Stadion Wembley, Londyn Widzów: 80 366 Sędzia: Ruddy Buquet |
|                             |                                                            |                |         |                                                             |

| 12 listopada 2021 20:45 CET | Andora · Vales 45' | 1:4(1:3)Raport | Polska · 5', 73' Lewandowski · 11' Jóźwiak · 45+2' Milik | Estadi Nacional, Andora Widzów: 1 049 Sędzia: John Beaton |
|                             |                    |                |                                                          |                                                           |

| 12 listopada 2021 20:45 CET | Węgry · Szoboszlai 6', 83' · Gazdag 22' · Vécsei 88' | 4:0(2:0)Raport | San Marino | Puskás Aréna, Budapeszt Widzów: 12 800 Sędzia: Filip Glova |
|                             |                                                      |                |            |                                                            |

| 15 listopada 2021 20:45 CET | San Marino | 0:10(0:6)Raport | Anglia · 6' Maguire · 15' (sam.) Fabbri · 27' (k.), 32', 39' (k.), 42' Kane · 58' Smith Rowe · 69' Mings · 78' Abraham · 79' Saka | San Marino Stadium, Serravalle Widzów: 2 775 Sędzia: Rade Obrenović |
|                             |            |                 | |                                                                     |

| 15 listopada 2021 20:45 CET | Polska · Świderski 61' | 1:2(0:1)Raport | Węgry · 37' Schäfer · 80' Gazdag | Stadion Narodowy, Warszawa Widzów: 56 197 Sędzia: Tiago Martins |
|                             |                        |                |                                  |                                                                 |

| 15 listopada 2021 20:45 CET | Albania · Çekiçi 73' (k.) | 1:0(0:0)Raport | Andora | Arena Kombëtare, Tirana Widzów: 75 Sędzia: Andris Treimanis |
|                             |                           |                |        |                                                             |

## Strzelcy
12 goli
- Harry Kane

8 goli
- Robert Lewandowski

5 goli
- Adam Buksa
- Karol Świderski

4 gole
- Harry Maguire

3 gole

- Armando Broja
- Marc Vales
- Bukayo Saka
- Dániel Gazdag
- Roland Sallai
- Ádám Szalai

2 gole

- Rey Manaj
- Myrto Uzuni
- Marc Pujol
- Tammy Abraham
- Dominic Calvert-Lewin
- Jesse Lingard
- Raheem Sterling
- James Ward-Prowse
- Kamil Jóźwiak
- Karol Linetty
- Krzysztof Piątek
- Dominik Szoboszlai

1 gol

- Endri Çekiçi
- Sokol Cikalleshi
- Elseid Hysaj
- Qazim Laçi
- Ermir Lenjani
- Ricardo Fernandez
- Max Llovera
- Sergi Moreno
- Ben Chilwell
- Jack Grealish
- Jordan Henderson
- Tyrone Mings
- Mason Mount
- Declan Rice
- Emile Smith Rowe
- John Stones
- Ollie Watkins
- Tomasz Kędziora
- Grzegorz Krychowiak
- Arkadiusz Milik
- Jakub Moder
- Damian Szymański
- Nicola Nanni
- Endre Botka
- Attila Fiola
- László Kleinheisler
- Loïc Nego
- Nemanja Nikolić
- Willi Orban
- András Schäfer
- Bálint Vécsei

Gole samobójcze
- Cristian Brolli (dla Polski)
- Filippo Fabbri (dla Anglii)